# Jaen (Nova Ecija)
Jaen é um município de  segunda classe de renda municipal (d) na província Nova Ecija, nas Filipinas. De acordo com o censo de 1 de maio  de  2020 possui uma população de 79 189 pessoas e 21 000 domicílios.